# الأفضل كتيفات
الأفضل كتيفات، المعروف أيضًا باسم أبو علي أحمد بن الأفضل، (ت 526 هـ / 1131م) كان وزيراً وأمير الجيوش للحافظ لدين الله الفاطمي، خليفة مصر، من 1130-1131. استولى على السلطة بسجن الحافظ، لكن قتلته القوات الفاطمية الموالية للخليفة. كتيفات هو ابن الأفضل شاهنشاه وحفيد بدر الدين الجمالي، وبالتالي كان من الجيل الثالث من وزراء الفاطميين الأرمن.

## سيرته
تولى الوزارة للدولة الفاطمية في 21 أكتوبر 1129. وهو من أشهر وزرائها. استبد بالأمر دون الخليفة الفاطمي، ولم يُبق شيئًا له. ودامت وزارته عامين دبر بعدها الخليفة الحافظ لدين الله مؤامرة لقتله.
بعد قتل الخليفة الآمر على أيدي عملاء نزار الحشاشين سنة 1130م مرت الدولة الفاطمية بأزمة كبيرة كادت أن تقضي عليها. حرض برغش قائد اسمه أبو علي أحمد بن الأفضل شاهنشاه (لقبه كتيفات)، وثار ذلك القائد وثار الجيش معاه وقبض على هزار الملوك وقتل، وبقي «كتيفات» هو الوزير. أول ما قام به كتيفات كان القبض على الخليفة الحافظ وسجنه واستولى على القصر.
يقول المقريزى عنه: «كان إمامياً متشدداً، فالتفت عليه الإمامية ولعبوا به حتى أظهر المذهب الإمامي». حذف كتيفات اسم إسماعيل بن جعفر الصادق واسم الحافظ لدين الله من الخطبة وألغى الأذان الإسماعيلي وسك دنانير جديدة باسم «الإمام المنتظر». حكم لمدة سنة، وقُتِل في نوفمبر 1131م/ محرم 526هـ. وخرج الحافظ لدين الله من السجن وعادت الدولة إسماعيلية من جديد.
بينما ذكر شمس الدين الذهبي أنه كان سنيًا، فقال: «وكان شهمًا مطاعًا، وبطلًا شجاعًا ، سائسًا سنيًا، كأبيه وجده، فحجر على الحافظ، ومنعه من أعباء الأمور ، فشد عليه مملوك للحافظ إفرنجي، فطعنه قتله، ووزر يانس الحافظي وكان أبو علي أحمد قد بالغ في الاحتجار على الحافظ، وحول ذخائر القصر إلى داره، وادعى أنها أموال أبيه.
وقيل: إنه ترك من الخطبة اسم الحافظ، وخطب لنفسه، وقطع الأذان بحي على خير العمل، فنفرت منه الرعية، وغالبهم شيعة، فقتل وهو يلعب بالكرة سنة ست وعشرين وخمسمائة وجددوا البيعة حينئذ للحافظ، فمات الوزير يانس بعد ثلاث سني ، فوزر ولي العهد حسن بن الحافظ.»